# Joanna Charchan
Joanna Charchan-Twardowska (ur. 1972 w Warszawie) – saksofonistka yassowa.

## Biografia muzyczna
Jej talent muzyczny ujawnił się w bardzo młodym wieku. Mając 4 lata, została laureatką Festiwalu Piosenki Dziecięcej, a w wieku 8 lat rozpoczęła naukę gry na skrzypcach i fortepianie w podstawowej szkole muzycznej. W 1990 roku przeniosła się z Warszawy do Gdańska, gdzie kontynuowała naukę muzyki w Państwowej Szkoły Muzycznej II st. im. Fryderyka Chopina w Gdańsku-Wrzeszczu – początkowo w klasie organów, a potem w klasie saksofonu altowego Władysława Chwina. Dyplom tej szkoły uzyskała w 1996 roku.
W Centrum Sztuki Współczesnej Łaźnia w Gdańsku w latach 2002–2006 pełniła funkcję kuratorki artystycznej cyklu koncertów „In Progress” prezentującego twórców muzyki improwizowanej i eksperymentalnej. Obecnie mieszka i pracuje w Berlinie.

## Płyty
- 2010 – Little Symphony No. 3, „First thing tomorrow morning” (Biodro Records).

Materiał został nagrany 27.07.2009 roku w Knechtsteden przez zespół w składzie: Andy Lumpp – piano, Heinrich Chastca – bass, Stefan Hoelker – percussion, Joanna Charchan – saxophones.
Total time: 52.07. Producent: Joanna Charchan.
- 2001 – Płyta Redłowska – CD (Dada Production)

Płyta została nagrana przez formację „Szelest Spadających Papierków” w składzie: Joanna Charchan (saksofon altowy), Krzysztof Siemak (gitara i pętle), Paweł Końjo Konnak (zlewiny liryczne), Sławomir Ozi Żamojda (gitara), Szymon Albrzykowski (bas), Tomasz Ballaun (perkusjonalia). 
Rejestracja koncertu, który odbył się w gdańskim klubie Plama w październiku 1999 roku.
- 2001 – Oczi Cziorne

Płyta została nagrana przez zespół w składzie: Jowita Cieślikiewicz-Makowska (fortepian), Anna Miądowicz-Ułamek (flet, wokal), Maja Kisielińska (wokal), Marta Handschke (wokal), Olo Walicki (podwójny bas), Michał Gos (perkusja), Antoni „Ziut” Gralak (trąbka), Wojciech Mazolewski (bas), Joanna Charchan-Twardowska (saksofon)
- 2003 – Of Fruits (Post_Post)

Płyta nagrana w lipcu 2001 roku przez zespół w składzie: Dymiter, Adamczak (perkusja, perkusjonalia), Tomasz Paweł Lewandowski (bas). Gościnnie wystąpiły: Bożena Zezula (głos) i Joanna Charchan (saksofon). 
- 2003 – Mordy – “Of' Fruits” (Rockers Publishing)

Płyta została nagrana przez zespół „Mordy” w składzie: Tomasz Paweł Lewandowski – gitara basowa, Marcin Dymiter – gitara, wocal, inżynier, nagranie, mikowanie, mastering, teksty, Bartłomiej Adamczak – perkusja, inżynier, nagranie, mikowanie, mastering i Joanna Charchan – saksofon (gościnnie)
- 2001 –  Szelest Spadających Papierków – Rascheln fallender Papiere (Dada Production)

Płyta została nagrana przez zespół „Szelest Spadających Papierków” w składzie: Joanna Charchan (saksofon altowy), Krzysztof Siemak (gitara i pętle), Paweł Końjo Konnak (recitations), Sławomir „Ozzi” Żamojda (gitara, gameboy, generators), Szymon Albrzykowski (bass, generators) i Tomasz Ballaun (perkusjonalia)

## Nagrody
- 2001 – Nagroda Miasta Gdańska dla Młodych Twórców w Dziedzinie Kultury w kategorii muzyka improwizowana[2].

## Współpraca z zespołami
- Szelest Spadających Papierków – grupa jasssowa o zmiennym składzie, której muzyka wybiegała daleko w przyszłość, nie dając słuchaczom wytchnienia. To abstrakcyjny galimatias brzmień generatorowych akustycznie i elektronicznie, z których muzycy umiejętnie tworzyli specyficzną kanwę dla artystycznej wypowiedzi. Zespół zapisał się w historii muzyki m.in. spaleniem podczas koncertu sprzętu nagłośnieniowego (w Lipsku i gdańskiej Łaźni) lub przesadnym nadużywaniem mocy wzmacniaczy dźwięku. Cechami charakterystycznymi zespołu były: prowokacja, awangarda i muzyczna destrukcja. Koncerty grupy były wydarzeniami o charakterze bardziej happeningowym niż muzycznym, a członkowie zespołu występowali w wymyślnych strojach, między utworami odczytując awangardowe teksty. Bardzo często muzyka schodziła na drugi plan, wydając się tylko dodatkiem do niekończącej się ferii eksperymentów sceniczno-muzycznych inspirowanych dokonaniami zachodniej awangardy,  reprezentującej nurt industrialny. Nierzadko koncerty kończyły się niszczeniem instrumentów i interwencjami służb porządkowych.
- Mordy – trójmiejski zespół założony przez Tomasza Pawła Lewandowskiego, Tomasza Rogosia i Grzegorza Welizarowicza. Reprezentuje styl będący wypadkową różnych gatunków muzyki rozrywkowej i jazzowej, takich jak noise, muzyka elektroniczna, rock alternatywny, free jazz, dub, lo-fi, afrobeat, funk, acid jazz, space kraut, blues, itp.  Muzycy chętnie sięgają do przeszłości, szukając inspiracji w szeroko rozumianym światowym dorobku muzycznym. Z tego względu trudno jest precyzyjnie i jednoznacznie zdefiniować styl zespołu, który na każdej z płyt i na każdym nowym koncercie prezentuje program o odmiennej stylistyce.
- PGCH Trio[3] – trio prezentujące muzykę improwizowaną wzorowaną zarówno na dokonaniach mistrzów free jazzu z lat 60. jak i ich współczesnych kontynuatorów, łączy w sobie rozmaite style i gatunki muzyczne aż po współczesną muzykę poważną. To pozwala artystom na realizację nawet najbardziej eksperymentalnych pomysłów muzycznych opartych na walorach  sonorystycznych dźwięku i niczym ni skrępowanej muzycznej inwencji. O brzmieniu zespołu stanowią więc sami muzycy, suma ich doświadczeń i umiejętności. Zespół gra w składzie: Joanna Charchan – saksofon altowy i sopranowy, fortepian, skrzypce, szeleszczące folie, gwizdki, piszczałki i najróżniejsze przedmioty wydające dźwięk, Piotr Pawlak – gitara elektryczna, elektronika, Michał Gos – perkusja, instrumenty perkusyjne. Zespół koncertował w Polsce i Niemczech, gdzie dokonał nagrań.
- Formacja Tysiąc Najjaśniejszych Słońc[4] (działająca w latach 1992 – 1995) – pierwotny skład: Joanna Charchan i Marek Rogulski.
- GDAŃSK 2000 – formacja Pawła Paulusa Mazura, której styl zespołu na przestrzeni lat ulegał ciągłym zmianom od żywiołowych eksperymentów scenicznych poprzez trip hop i drum’n’bass, elektroniczny folk miejski, ambitne i elektro do neo progresiv i bitnik[5]. Cechą charakterystyczną zespołu było to, że nie organizowano żadnych prób, a każdy koncert był nieskrępowanym wybuchem inwencji twórczej jego wykonawców. Leader ograniczał się do roli inspiratora, odtwarzając przygotowane wcześniej podkłady dźwiękowe, a muzycy spontanicznie podążali za jego pomysłem.
- Ecstasy Project – zespół Rafała Gorzyckiego, który tworzyli: Tomasz Pawlicki – flet, Patryk Węcławek – gitara basowa i kontrabas, (Gdańsk) – saksofon altowy, Władek Refling – gitara basowa, Ś.P. – Tomasz „Święty” Hesse  v gitara, skrzypek – Sebastian Gruchot, Jarek Majewski, Piotr Kaliski, Tomasz Gwinciński. To grupa muzyczna skłaniająca się w kierunku nowoczesnego jazzu.
- Inżynier Kaktus – zespół jassowy, który występował w składzie Tomasz Hesse (g), Joanna Charchan (as), Wojtek Mazolewski (b), Jacek Olter (dr) oraz gościnnie trębacz Janusz Zdunek.
- Niebieski Lotnik – Jerzy Mazzoll – cl, bcl,  Joanna Charchan – p, Wojtek Mazolewski – b.
- Oczi Cziorne[6][7] – zespół o płynnym składzie, którego liderkami są Anna Miądowicz-Ułamek i Jowita Cieślikiewicz.
- Show-band – Adam Gusowski, Piotr Mordel i Joanna Charchan
- Trio Berliner – Sabine Worthmann – kontrabas, Phillip Bernhardt – perkusja, Joanna Charchan – saksofony
- Trio 1 – Piotr Pawlak – gitara elektryczna, elektronika, komputer, Michał Gos – perkusja, instrumenty perkusyjne, Joanna Charchan – saksofon, skrzypce, elektronika, przedmioty)
- w trio  – Joanna Charchan – saksofon altowy, fortepian, Mikołaj Trzaska – saksofon sopranowy i altowy, Jacek Olter – perkusja,
- w kwartecie  – Joanna Charchan – as,p, Piotr Pawlak – g, Sławek Janicki – b, Danuta Kiewłen – slajdy
- Występowała w niezliczonej ilości duetów m.in. z Mikołajem Trzaską (ss, as, bs), Olem Walickim (b), Ryszardem Tymonem Tymańskim (g, voc, b), Jackiem Buhlem (dr), Sławkiem Janickim (b), Szymonem Rogińskim (didgeridoo), Markiem Rogulskim (tp,b), Andrzejem Przybielskim (tp), Michałem Gosem (dr), Jerzym Mazzollem (cl, bcl), Marcinem Dymitrem (g).
- W 1995 roku wspólnie z zespołem Szelest Spadających Papierków wystąpiła w programie Bolero Yacha Paszkiewicza (produkcja AF Profilm).

## Koncerty (wybór)
Koncertowała w Polsce, Niemczech, Włoszech, Hiszpanii, Danii, Holandii i Ukrainie. Między innymi z berlińską kontrabasistką i kompozytorką Sabine Worthmann wystąpiła podczas Melancholia-Week w Nowej Galerii Narodowej w Berlinie. W 2004 roku wspólnie z kontrabasistą Heinrichem Chastca, Andy Lumppem – fortepian i Stefanem Holkerem – perkusja wystąpiła na festiwalu jazzowym 29 dni Leipziger Jazz. W marcu 2008 roku zagrała wyjątkowy koncert z Andym Lumppem w Muzeum Pałacu Moyland (Bedburg, Nadrenia Północna-Westfalia, Niemcy) w serii koncertów pod hasłem „rzadko słyszane”. Również jest częstym gościem sceny klubu „mózg” w Bromberg, jednym z najważniejszych miejsc w rozwoju europejskiej sceny jassowej.